# Slavičky
Obec Slavičky (německy Slawitschka, Klein Slawitz) se nachází v okrese Třebíč v Kraji Vysočina, 7 km na jihovýchod od Třebíče. Žije zde 300 obyvatel. Ke Slavičkám patří i místní části Okrašovice a Pozďátky, stejně jako část osady Dobrá Voda.
Přímo skrze obec žádná frekventovaná silnice neprochází. Hlavní silniční tah k blízké jaderné elektrárně Dukovany vede vedle Slaviček (silnice č. II/351). Obec leží na jihovýchodním okraji Třebíčské kotliny.
Sousedními obcemi sídla jsou Vladislav, Kožichovice, Dolní Vilémovice a Klučov.

## Geografie
Ze západu na východ přes území obce prochází silnice II/351 z Třebíče do Rouchovan, z této silnice pak jižně vychází silnice do Klučova, severně do částí obce Pozďátky a Okrašovice, dále po silnici pak jižně vychází silnice do přilehlé zastavěného území obce. Severně z této silnice pak vychází užitková silnice do Okrašovic, z Okrašovic pak pokračuje dál severně do Pozďátek. Z Pozďátek pak vychází severovýchodně silnice k Pazderníkově mlýnu, kde je ukončena – napojena však byla přes most i na silnici I/23. Severozápadně z Pozďátek pak vychází silnice do osady Dobrá Voda, kde pak pokračuje jako užitková silnice vedoucí do Kožichovic. Přes území obce vede cyklistická trasa 5213, z té se odpojuje na východ 5107. Podél severní hranice území obce prochází žlutá turistická trasa Třebíčský okruh.
Většina území obce je využíváno zemědělsky, zalesněné jsou jen oblasti v blízkosti toků a okraje území obce. Východně od zastavěného území obce se nachází areál JZD. Severní okraj území části obce Okrašovice je tvořen průmyslovým areálem, který je využíván několika společnostmi. Na východním okraji zastavěného území části obce Pozďátky se nachází areál koňské farmy.
Část západní hranice území obce je tvořena potokem Prašinec, ten pramení asi 500 metrů severně od silnice II/351 a pak teče dále severně a na severní hranici ústí do potoka Markovka. Markovka pramení asi 10 km západně u Mikulovic, později protéká u Slaviček výrazným údolím a následně tvoří severní hranici území obce, půlí osadu Dobrá Voda a dál pokračuje hlubokým údolím a následně těsně za hranicí území obce ústí do řeky Jihlavy. Asi 1 km západně od jihozápadního okraje území obce pramení u Klučova Střížovský potok, pak vtéká do území obce, protéká Klučovským rybníkem, následně se do Střížovského potoka vlévá nepojmenovaný potok, který teče přes kaskádu rybníků, pak protéká Střížovský potok přes Návesní rybník a dále přes Silniční rybník, z něj vytéká přes vodopád u Slaviček a pokračuje jako hraniční potok východní hranice území obce. Dále do nej ústí nepojmenovaný potok, pak i další, který teče od Okrašovic a cestou protéká přes Silniční rybník, Slabův rybník, Veský a Večeřův rybník a je napájen i prameništěm z rybníka Jazírek. Pak Střížovský rybník dále pokračuje severně, přijímá vody Pozďátského rybníka a těsně za hranicí ústí do řeky Jihlavy. 
Většina území obce je poměrně rovinatá, severně se však postupně snižuje a klesá od cca 520 metrů nad mořem na jižním okraji území obce a 550 metrům nad mořem na západním okraji území obce až k 400 metrům nad mořem v údolí řeky Jihlavy u severního okraje území obce. Těsně za jihovýchodním okrajem území se nachází kopec Přední Úvary (524 m). Těsně za západním okrajem území obce se nachází nepojmenovaný vrchol s kótou 568 m a kopec Na Kostelíčku (590 m). 
Zastavěné území obce se nachází na jižním okraji území obce, u silničního rybníka u Okrašovic se nachází několik chat, severně od silnice se pak nachází část obce Okrašovice a ještě více severně se nachází část obce Pozďátky, severně pak i osada Dobrá Voda.
U Okrašovic se nachází památné stromy Skupina dvou lip.

## Historie
První písemné zmínky o Pozďátkách a Okrašovicích sahají až do roku 1101, Slavičky mohly existovat také již v tu dobu, ale písemné zmínky o jejich existenci neexistují. Slavičky byly dlouho součástí třebíčského panství, ale poprvé byly zmíněny v roce 1571, kdy je Smil Osovský z Doubravice zastavil Šimonovi Vídeňskému z Českého Ostrova a Ludmile Bořitové z Budče, později se pak druhá manželka Šimona Vídeňského vdala za Mikuláše Tunkla z Brníčka, který tak v roce 1598 nabyl Slavičky. Někdy v době kolem roku 1629 byly opět Slavičky připojeny k třebíčskému panství, zakoupil je Adam z Valdštejna od Viléma Kynasty z Kynastu. Valdštejnové byli majiteli třebíčského panství až do roku 1849. V první polovině 16. století byl na neznámém místě u Slaviček vztyčen smírčí kámen, byl přemístěn do školní zahrady a následně pak před obecní úřad. V 18. století se v Dobré Vodě nacházely sirovodíkové lázně s léčivými sirnými prameny, které byly známé po okolí.
V roce 1904 byla ve Slavičkách zřízena jednotřídní škola. Roku 1920 byl pořízen nový zvon pro kapli ve Slavičkách, původní byl rekvírován v době první světové války. V roce 1925 došlo k pozemkové reformě, kdy statek vlastněný Valdštejny byl rozdělen na drobnější části a zbytkový statek zakoupil František Auer z Čechtína. V roce 1928 bylo zahájeno první jednání o elektrifikaci vesnice, to se nepovedlo, nicméně Okrašovice již byly v roce 1929 elektrifikovány. V roce 1933 byla elektrifikace Slaviček schválena, ale z nedostatku peněz k ní nedošlo, nakonec došlo k elektrifikaci až v roce 1939. V roce 1957 bylo ve vsi založeno JZD, v roce 1961 byly sloučeny JZD ve Slavičkách, Okrašovicích a Pozďátkách do JZD Lípa se sídlem v Pozďátkách a v roce 1976 pak bylo JZD Lípa sloučeno s JZD v Číměři a v roce 1978 s JZD v Kožichovicích. V témže roce byla postavena hasičská zbrojnice. V roce 1997 byl do vesnice zaveden telefon.
Z novodobé historie je známá kauza skládky nebezpečných odpadů u Pozďátek, kam bylo přerovskou firmou navezeno téměř 10 000 tun síranu železnatého, na který skládka nebyla vybavena.
Do roku 2014 zastával funkci starosty Ing. Jiří Válal, od roku 2015 vykonává funkci starosty Radek Palát.
Do roku 1849 patřily Slavičky do třebíčského panství, od roku 1850 patřily do okresu Jihlava, pak od roku 1855 do okresu Třebíč. Mezi lety 1850 a 1895 patřily Slavičky pod Střížov (od roku 1895 byly součástí Slaviček i Okrašovice, mezi lety 1960 a 1980 a pak od roku 1990 i Pozďátky) a mezi lety 1980 a 1990 byla obec začleněna pod Dolní Vilémovice, následně se obec osamostatnila.
| Rok            | 1869 | 1880 | 1890 | 1900 | 1910 | 1921 | 1930 | 1950 | 1961 | 1970 | 1980 | 1991 | 2001 |
| Počet obyvatel | 427  | 424  | 428  | 452  | 504  | 546  | 490  | 358  | 361  | 301  | 249  | 226  | 225  |

| Rok            | 1869 | 1880 | 1890 | 1900 | 1910 | 1921 | 1930 | 1950 | 1961 | 1970 | 1980 | 1991 | 2001 |
| Počet obyvatel | 154  | 175  | 170  | 189  | 223  | 235  | 191  | 141  | 140  | 116  | 90   | 98   | 109  |

## Kultura
V roce 2016 získala místní knihovna ocenění Knihovna Vysočiny 2016.

## Politika

### Volby do Poslanecké sněmovny
|       | 2006                | 2010                | 2013                | 2017                | 2021                  |
| ----- | ------------------- | ------------------- | ------------------- | ------------------- | --------------------- |
| 1.    | ČSSD (38,84 %)      | KSČM (20,49 %)      | ANO 2011 (26,82 %)  | ANO (36,36 %)       | SPOLU (24,68 %)       |
| 2.    | ODS (20,66 %)       | ČSSD (18,03 %)      | KSČM (19,51 %)      | KDU-ČSL (13,98 %)   | ANO (24,68 %)         |
| 3.    | KDU-ČSL (10,74 %)   | TOP 09 (12,29 %)    | ČSSD (15,44 %)      | Piráti (10,48 %)    | Piráti+STAN (13,92 %) |
| účast | 69,66 % (124 z 178) | 66,84 % (125 z 187) | 63,64 % (126 z 198) | 68,90 % (144 z 209) | 70,85 % (158 z 223)   |

### Volby do krajského zastupitelstva
|      | 1.                 | 2.                       | 3.                     | účast              |
| ---- | ------------------ | ------------------------ | ---------------------- | ------------------ |
| 2000 | 4KOALICE (31,11 %) | KSČM (22,22 %)           | ODS (15,55 %)          | 30 % (54 z 180)    |
| 2004 | ODS (23,07 %)      | KDU-ČSL (21,15 %)        | SNK (17,3 %)           | 30,11 % (53 z 176) |
| 2008 | ČSSD (31,64 %)     | ODS (20,25 %)            | KSČM (17,72 %)         | 44,38 % (79 z 178) |
| 2012 | KSČM (28,91 %)     | ČSSD (19,27 %)           | Pro Vysočinu (19,27 %) | 46,67 % (91 z 195) |
| 2016 | KDU-ČSL (21,95 %)  | ANO 2011 (18,29 %)       | ČSSD (13,41 %)         | 40,1 % (83 z 207)  |
| 2020 | Piráti (16,45 %)   | STAN+SNK ED (15,18 %)    | KDU-ČSL (13,92 %)      | 36,04 % (80 z 222) |
| 2024 | ANO (34,72 %)      | ODS+TOP 09+STO (19,44 %) | KDU-ČSL (16,66 %)      | 33,04 % (76 z 230) |

### Prezidentské volby
V prvním kole prezidentských voleb v roce 2013 první místo obsadil Jan Fischer (36 hlasů), druhé místo obsadil Miloš Zeman (32 hlasů) a třetí místo obsadil Karel Schwarzenberg (25 hlasů). Volební účast byla 71,57 %, tj. 141 ze 197 oprávněných voličů. V druhém kole prezidentských voleb v roce 2013 první místo obsadil Miloš Zeman (74 hlasů) a druhé místo obsadil Karel Schwarzenberg (51 hlasů). Volební účast byla 64,29 %, tj. 126 ze 196 oprávněných voličů.
V prvním kole prezidentských voleb v roce 2018 první místo obsadil Miloš Zeman (63 hlasů), druhé místo obsadil Jiří Drahoš (36 hlasů) a třetí místo obsadil Pavel Fischer (17 hlasů). Volební účast byla 69,08 %, tj. 143 ze 207 oprávněných voličů. V druhém kole prezidentských voleb v roce 2018 první místo obsadil Miloš Zeman (89 hlasů) a druhé místo obsadil Jiří Drahoš (64 hlasů). Volební účast byla 75,00 %, tj. 153 ze 204 oprávněných voličů.
V prvním kole prezidentských voleb v roce 2023 první místo obsadil Petr Pavel (60 hlasů), druhé místo obsadil Andrej Babiš (51 hlasů) a třetí místo obsadila Danuše Nerudová (20 hlasů). Volební účast byla 74,09 %, tj. 163 ze 220 oprávněných voličů. V druhém kole prezidentských voleb v roce 2023 první místo obsadil Petr Pavel (98 hlasů) a druhé místo obsadil Andrej Babiš (65 hlasů). Volební účast byla 75,12 %, tj. 163 ze 217 oprávněných voličů.

## Pamětihodnosti
- Kříž z roku 1923 u silnice do Třebenic[8]